# یوسفعلی بیگ قشقایی
یوسفعلی بیگ قره قانلو معروف به «میرزا» متخلص به «یوسف خسرو» از شعرای بزرگ ایل قشقایی است.این شاعر و عارف ایل قشقایی ۱۲۰ سال پیش زندگی می‌کرده است.

## زندگانی و وفات
سال تولد وی را بین سال‌های ۱۳۲۵ الی ۱۳۳۲ هجری قمری حدس می‌زنند.در جوانی سمت منشی گری حاج باباخان کیخای دره شوری، کلانتر طایفه دره شوری را بر عهده داشته است. پس از آن عاشق دختری به نام سلطان می‌شود، به دلیل مخالفت پدر سلطان، وصلت صورت نمی‌گیرد و وی طایفه دره شوری را ترک می‌نماید و در طایفه عمله در دستگاه سهراب خان بهادری مشغول به منشی گری می‌شود.از شعرای هم عصر وی میرزا مأذون قشقایی و محمد ابراهیم سلمانی بوده‌اند. یوسفعلی بیگ با میرزا مأذون رابطه شاگرد و استادی داشته است، چنان‌که در یکی از اشعاری که در مورد وفات استادش مأذون، خطاب به محمد ابراهیم سروده است، به این موضوع اشاره دارد:
| ابراهیم، گل وئرم سنه خبر      |  | بو خبر چوخ ائدمیش بیزلره اثر        |
| ماذون بو دونیادان ائیله‌دی سفر |  | آخرت مولکینی، یاد ائتدی گئتدی       |
| بیزه مرشد ایدی خوب کامل استاد |  | ایندن بئله چوخ اوره‌گ اونی ائده‌ر یاد |
| وفا پیشه مجنون، جفا کش فرهاد  |  | عجوزه دونیادان، داد ائتدی گئتدی     |

سر انجام وی در جریان مسافرت به طرف اصفهان در گردنه صعب العبور کوه آستانه بین مسیر وردشت سمیرم به دهاقان دعوت حق را لبیک می‌گوید و در همان‌جا دفن می‌گردد.

## بزرگداشت و چاپ دیوان اشعار
در مورخ ۱۳۹۱/۰۶/۰۵ برای نخستین بار همایش بزرگداشت یوسفعلی بیگ به همت اداره فرهنگ و ارشاد اسلامی شهرستان دهاقان برگزار شد.
مجموعه کامل اشعار وی توسط  محمد نادری دره شوری در سال ۱۳۹۵ به چاپ رسیده است.